# Adolf Robbi
Adolf Robbi, né le 26 février 1868 à Ilanz dans le canton des Grisons et mort le 31 décembre 1920 à Munich en Bavière (Allemagne), est un artiste-peintre impressionniste suisse. 

## Biographie
Adolf Robbi perd très tôt son père Gian Robbi (1875) et sera protégé par sa mère Pauline qui l'encouragera dans ses projets. Adolf Robbi montra très tôt un goût et un talent confirmé pour l'art et la peinture. Il partit tout d'abord étudier à Munich à l'âge de 15 ans auprès de la Kunstgewerberschule durant deux années auprès du professeur Duos, puis passa deux autres années dans la célèbre Münchner Akademie où il fut l'élève de Karl Raupp (1837-1918) et du professeur Johann Leonhard Raab (1825-1899).
Après ses études à Munich, il complète sa formation auprès de l'Académie Julian à Paris où il prend goût aux techniques de son temps et où étudie également son cousin le peintre Andrea Robbi (1864-1965). Il s'installe en 1887 au 17 rue Jacob, au cœur du Quartier Latin de Paris. 
À Paris, il rejoint en 1888 avec d'autres élèves, le mouvement nabi fondé par Paul Gauguin, s'engageant dans des discussions passionnées, cherchant sa voie dans des philosophies orientales, s'intéressant à l'orphisme, l'ésotérisme et la Théosophie. Dans son œuvre il utilise les couleurs vives, les figures expressives. Il se rapproche du mouvement de Pont-Aven et trouve sa voie dans l'impressionnisme. Il s'installe en Bretagne à Pont Aven, la Cité des Peintres, dans une dépendance du célèbre Hôtel des voyageurs où il paye parfois sa note en échange de ses tableaux qui décorent la salle. En 1891 il expose au Salon du Champ de Mars.
De 1893 à 1895 il part pour Rome où il acquiert une certaine popularité. En 1896 il participe à l'Exposition nationale de Genève où il expose deux de ses œuvres : La jeune Sabine et Le crépuscule. Puis il se rend à Mannheim, Florence et Lindau.
En 1904 il participa à l'Internationale Kunstausstellung, Kunsthistorische Ausstellung, Große Gartenbau-Ausstellung de Düsseldorf.
Il travailla à Paris, Lindau près du lac de Constance, Mannheim, Munich, Rome et Florence. Homme brillant et cultivé, il s'exprimait aisément en plusieurs langues : allemand, français et italien en plus de sa langue maternelle le ladin (le ladin est une langue romane du groupe rhéto-roman). 
À l'âge de 40 ans il retourne à Munich. Sa créativité s’essouffle ainsi que sa célébrité. Son patrimoine part en fumée. Il est touché par une paralysie progressive, touche à l'alcool et sera interné dans l'asile psychiatrique de Haar. Il perd sa mère en 1918 et meurt solitaire le 31 décembre 1920.

## Œuvres principales
Certains tableaux sont visibles dans les musées de Coire et de Lindau. En 1994 le Musée de Lindau fit un inventaire de l'œuvre d'Adolf Robbi.
De son œuvre on retiendra particulièrement :
- Portrait de Martin Fierro
- Portrait de Schützinger (1902)
- Portrait de Julius Anhegger, (63,5 × 51 cm), (1919). Julius Anhegger (1842, Kaufbeuren - 1921, Lindau) était le maire (Bürgermeister) de 1880 à 1918 de la ville d'Aeschach, située en Bavière, près de Lindau
- Portrait d'un oncle (inconnu)
- Bretonne au bouquet de fleur
- Bretonne en deuil
- Kathrin  en marche (1892)
- Kathrin assise
- Intérieur d'atelier avec 3 amis
- Narzia sous les arbres en fleurs
- Nu assis lisant
- la jeune Sabine (1896)
- "Bergeller Mädchen" (esquisse)
- Stilleben
- Pierres et source
- le crépuscule (1896)
- Aurélie
- la patinoire de Lindau
- un tableau intitulé la "dame au chapeau" ("Dame mit Hut"), (50 × 40 cm), non daté
- un tableau intitulé "le sculpteur et son modèle" ("Der Bildhauer und sein Modell"), (61 x46 cm), (1890)
- un tableau "Lindau vue du lac de Constance" ("Bodensee-Ansicht von Lindau"), où l'artiste représente une vue de la ville de Lindau et ses deux clochers (Kirche St. Stefan et Münster St. Maria), (41,5 × 27 cm), non daté

D'autres œuvres représentent des paysages ou des portraits.